# コッレ・ディ・ヴァル・デルザ
コッレ・ディ・ヴァル・デルザ (伊: Colle di Val d'Elsa) は、イタリア共和国トスカーナ州シエーナ県にある、人口約22,000人の基礎自治体（コムーネ）。

## 地理

### 位置・広がり

#### 隣接コムーネ
隣接するコムーネは以下の通り。括弧内のPIはピサ県所属を示す。
- カーゾレ・デルザ
- モンテリッジョーニ
- ポッジボンシ
- サン・ジミニャーノ
- ヴォルテッラ (PI)

### 気候分類・地震分類
コッレ・ディ・ヴァル・デルザにおけるイタリアの気候分類 (it) および度日は、zona D, 1776 GGである。
また、イタリアの地震リスク階級 (it) では、zona 3 (sismicità bassa) に分類される。

## 行政

### 分離集落
コッレ・ディ・ヴァル・デルザには、以下の分離集落（フラツィオーネ）がある。
- Bibbiano, Borgatello, Campiglia dei Foci, Castel San Gimignano, Collalto, Gracciano dell'Elsa, Le Grazie, Mensanello, Quartaia